# Campeonato Europeu de Futebol Sub-21 de 1990
O Campeonato Europeu de Futebol Sub-21 de 1990 foi a sétima edição do Campeonato Europeu de Futebol Sub-21.
A fase de qualificação durou de 1988 a 1990, na qual participaram 30 selecções. A selecção representante de San Marino competiu pela primeira vez.
As 30 equipas nacionais foram divididos em oito grupos (seis grupos de quatro e dois grupos de três). O vencedor de cada grupo entrou numa fase de play-off, em jogos de duas mãos, até o vencedor ficar decidido. Não houve uma fase final do campeonato sediada nem disputa de 3 º lugar.

## Fases finais
|  | Quartas de final | Quartas de final   | Quartas de final | Quartas de final |                        |            | Semifinais | Semifinais | Semifinais |  |            | Final | Final | Final |
|  |                  |                    |                  |                  |                        |            |            |            |            |  |            |       |       |       |
|  | 1                | Iugoslávia         | 2                | 1                |                        |            |            |            |            |  |            |       |       |       |
|  | 8                | Bulgária           | 0                | 0                |                        |            |            |            |            |  |            |       |       |       |
|  | 8                | Bulgária           | 0                | 0                |                        | Iugoslávia | 0          | 2          |            |  |            |       |       |       |
|  |                  |                    |                  |                  |                        | Iugoslávia | 0          | 2          |            |  |            |       |       |       |
|  |                  | Itália (g.f.)      | 0                | 2                |                        |            |            |            |            |  |            |       |       |       |
|  | 4                | Itália (g.f.)      | 0                | 2                | Itália                 | 3          | 0          |            |            |  |            |       |       |       |
|  | 4                |                    |                  |                  | Itália                 | 3          | 0          |            |            |  |            |       |       |       |
|  | 5                | Espanha            | 1                | 1                |                        |            |            |            |            |  |            |       |       |       |
|  | 5                | Espanha            | 1                | 1                |                        |            |            |            |            |  | Iugoslávia | 2     | 1     |       |
|  |                  |                    |                  |                  |                        |            |            |            |            |  | Iugoslávia | 2     | 1     |       |
|  |                  | União Soviética    | 4                | 3                |                        |            |            |            |            |  |            |       |       |       |
|  | 3                | União Soviética    | 4                | 3                | Tchecoslováquia        | 1          | 0          |            |            |  |            |       |       |       |
|  | 3                |                    |                  |                  | Tchecoslováquia        | 1          | 0          |            |            |  |            |       |       |       |
|  | 6                | Suécia             | 2                | 4                |                        |            |            |            |            |  |            |       |       |       |
|  | 6                | Suécia             | 2                | 4                |                        | Suécia     | 1          | 0          |            |  |            |       |       |       |
|  |                  |                    |                  |                  |                        | Suécia     | 1          | 0          |            |  |            |       |       |       |
|  |                  | União Soviética    | 1                | 2                |                        |            |            |            |            |  |            |       |       |       |
|  | 2                | União Soviética    | 1                | 2                | União Soviética (a.p.) | 1          | 2          |            |            |  |            |       |       |       |
|  | 2                |                    |                  |                  | União Soviética (a.p.) | 1          | 2          |            |            |  |            |       |       |       |
|  | 7                | Alemanha Ocidental | 1                | 1                |                        |            |            |            |            |  |            |       |       |       |
|  | 7                | Alemanha Ocidental | 1                | 1                |                        |            |            |            |            |  |            |       |       |       |

### Quartos-finais

#### 1ª Mão
| 21 de Fevereiro de 1990 | Itália | 3 - 1 | Espanha | Ancona |
|                         |        |       |         |        |

| 14 de Março de 1990 | Iugoslávia | 2 - 0 | Bulgária | Zagreb |
|                     |            |       |          |        |

| 14 de Março de 1990 | União Soviética | 1 - 1 | Alemanha Ocidental | Simferopol |
|                     |                 |       |                    |            |

| 14 de Março de 1990 | Tchecoslováquia | 1 - 2 | Suécia | Praga |
|                     |                 |       |        |       |

#### 2ª Mão
| 29 de Março de 1990 | Espanha | 1 - 0 | Itália | Logroño |
|                     |         |       |        |         |

| 28 de Março de 1990 | Bulgária | 0 - 1 | Iugoslávia | Sófia |
|                     |          |       |            |       |

| 28 de Março de 1990 | Alemanha Ocidental | 1 - 2 (a.p.) | União Soviética | Zabrze |
|                     |                    |              |                 |        |

| 25 de Março de 1992 | Suécia | 4 - 0 | Tchecoslováquia | Växjö |
|                     |        |       |                 |       |

### Meias-finais

#### 1ª Mão
| 11 de Abril de 1990 | Iugoslávia | 0 - 0 | Itália | Zagreb |
|                     |            |       |        |        |

| 25 de Abril de 1990 | Suécia | 1 - 1 | União Soviética | Växjö |
|                     |        |       |                 |       |

#### 2ª Mão
| 9 de Maio de 1990 | Itália | 2 - 2 | Iugoslávia | Parma |
|                   |        |       |            |       |

| 9 de Maio de 1990 | União Soviética | 2 - 0 | Suécia | Simferopol |
|                   |                 |       |        |            |

### Final

#### 1ª Mão
| 5 de Setembro de 1990 | Iugoslávia                         | 2 - 4 | União Soviética                                                    | Kosevo Stadium, Sarajevo |
|                       | Davor Šuker 21' · Robert Jarni 64' |       | Andriy Sidelnikov 9' 49' · Tchernychov 42' · Igor Dobrovolskiy 84' |                          |

#### 2ª Mão
| 17 de Outubro de 1990 | União Soviética                                                         | 3 - 1 | Iugoslávia      | Simferopol |
|                       | Igor Dobrovolskiy 10' · Aleksandr Mostovoy 46' · Andrey Kanchelskis 76' |       | Alen Bokšić 80' |            |

## Resultado
| Campeonato Europeu Sub-21 de 1990 Campeões |
| ------------------------------------------ |
| União Soviética Sub-21 2º Título           |